# Chas Chandler
Bryan James Chandler, detto Chas (Heaton, 18 dicembre 1938 – Newcastle upon Tyne, 17 luglio 1996), è stato un musicista e produttore discografico britannico.

## Biografia
Iniziò la sua carriera come bassista in un trio con Alan Price. Poco dopo si unì alla band il cantante Eric Burdon; il nuovo gruppo prese il nome di The Animals e diventò a breve uno dei più famosi gruppi della prima metà degli anni '60 e uno dei più rappresentativi della cosiddetta British invasion. Chandler è l'autore del famoso riff di basso che introduce la loro hit "We Gotta Get Out of This Place"; negli Animals era anche la più importante seconda voce del cantante Eric Burdon, che spesso coadiuvava come autore. È sua l'idea di registrare una versione riarrangiata di "The House of the Rising Sun", che divenne un'altra loro leggendaria hit. Alla fine del 1966, nel periodo conclusivo della sua esperienza con gli Animals, Chandler, reinventatosi manager, dopo una segnalazione ricevuta dalla sua amica Linda Keith, all'epoca amante di Keith Richards dei Rolling Stones, notò in un concerto nel locale di New York "Ondines" il chitarrista Jimi Hendrix e ne divenne immediatamente manager portandolo a Londra e introducendolo nell'ambiente musicale della capitale britannica.
Conobbe in quel periodo Noel Redding, il quale si era presentato nei suoi uffici di Gerrard Street chiedendo un'audizione come chitarrista ma Chandler, colpito dalla sua musicalità, lo convinse a passare al basso prestandogli addirittura il suo strumento per fare pratica e lo mise in contatto con Hendrix. Poco tempo dopo seppe che Mitch Mitchell era stato cacciato dai Blue Flames di George Fame e lo contattò convincendolo ad unirsi alla nascente band che prese il nome di Jimi Hendrix Experience. Chandler seguì quindi ogni fase della costituzione e della promozione della band, arrivando anche ad impegnare i propri strumenti musicali per organizzare serate in cerca di ingaggi. Presentò Hendrix a Eric Clapton con cui si esibì in una memorabile jam session con i Cream al Central London Polytechnic il 1º ottobre 1966 e riuscì, nel giugno 1967, grazie anche all'intercessione di Paul McCartney, a portare il gruppo, all'epoca ancora esordiente e sconosciuto ai più, al Festival di Monterey, la cui esibizione ne segnò la definitiva consacrazione.
La grandezza di Chandler come manager fu quella di capire sia che l'attitudine selvaggia, distruttrice ed erotica di Hendrix era una carta vincente, ne esasperò quindi i contorni e lo rese così un personaggio appetibile alla curiosità della seguitissima stampa specializzata inglese; ma soprattutto di capire che in un periodo in cui le barriere razziali erano molto definite anche nel mondo musicale, l'unico modo per legittimare Hendrix al grande pubblico europeo ed americano era quello di affiancargli dei musicisti bianchi e di presentarlo, farlo vestire ed atteggiare come un qualsiasi esponente della Swinging London.
Come produttore artistico dell'Experience Chandler produsse il loro primo singolo, Hey Joe ed i due album Are You Experienced e Axis: Bold as Love. Chandler abbandonò il management dell'Experience nel 1969, durante le registrazioni dell'album Electric Ladyland, a seguito della "crisi" personale e musicale che colpì Hendrix in quel periodo. Chandler e Hendrix ruppero i loro rapporti che non si rinsaldarono più, anche per la prematura scomparsa del chitarrista. Dopo il suo abbandono, l'Experience si sfaldò rapidamente.
In seguito Chandler divenne manager e produttore della glam band inglese Slade e del chitarrista Nick Drake, fondò la Barn Records e gestì gli IBC Studios. Contemporaneamente alla sua attività di manager e discografico, partecipò alle frequenti reunion della formazione originaria degli Animals: in un concerto nel 1968 a Newcastle, nell'album del 1977 "Before We Were So Rudely Interrupted" e nel 1983 nell'album "Ark" a cui seguì un tour mondiale.
Chandler si impegnò personalmente per l'apertura e per lo sviluppo della Newcastle Arena, un palazzetto da concerto da 10000 posti che aprì ufficialmente i battenti nel 1995. Chas Chandler ebbe un figlio, Steffan, dal suo primo matrimonio. In seguito si sposò nuovamente con Madeleine Stringer, Miss Regno Unito nel 1977, da cui ebbe un altro figlio maschio, Alex, e due femmine, Elizabeth e Katherine. Chandler è morto di infarto a Newcastle il 17 luglio del 1996, all'età di 57 anni.